# Mating Call
Mating Call è un album di Tadd Dameron e John Coltrane, pubblicato dalla Prestige Records nel 1956. Il disco fu registrato il 30 novembre 1956 al "Rudy Van Gelder Studio" di Hackensack nel New Jersey (Stati Uniti).

## Tracce
Brani composti da Tadd Dameron
Lato A
1. Mating Call – 5:36
2. Soultrane – 5:24
3. On a Misty Night – 6:21

Lato B
1. Gnid – 5:07
2. Super Jet – 5:53
3. Romas – 6:53

## Musicisti
- Tadd Dameron - pianoforte
- John Coltrane - sassofono tenore
- John Simmons - contrabbasso
- Philly Joe Jones - batteria